# Lijst van beelden in Heusden
Dit is een (onvolledige) chronologische lijst van beelden in Heusden. Onder een beeld wordt hier verstaan elk driedimensionaal kunstwerk in de openbare ruimte van de Nederlandse gemeente Heusden, waarbij beeld wordt gebruikt als verzamelbegrip voor sculpturen, standbeelden, installaties, gedenktekens en overige beeldhouwwerken.
| Geplaatst | Omschrijving                     | Kunstenaar         | Straat               | Plaats  | Materiaal   | Afbeelding |
| --------- | -------------------------------- | ------------------ | -------------------- | ------- | ----------- | ---------- |
| 1947      | Koningin des Vredes (Mariabeeld) | Anton van Bokhoven | Julianastdaat 54     | Vlijmen |             |            |
| 1956      | Herdenkingsmonument              | F. van der Burgt   | Pelsestraat          | Heusden |             |            |
| 1970      | Barmhartige Samaritaan           | Wilna Haffmans     | Sint Catharinastraat | Vlijmen | brons       |            |
| 2008      | Gevelkijker                      | Niek van Leest     | Pelsestraat          | Heusden | brons       |            |
| 2012      | Zonder titel                     | Helen Vergouwen    | Stadshaven           | Heusden | cortenstaal |            |
| onbekend  | Herdenkingsmonument              | onbekend           | Tuin Gouverneurshuis | Heusden | glas        |            |